# Тараніна Алла Вікторівна
Алла Вікторівна Тараніна — солдат окремого загону спеціального призначення НГУ «Азов» Національної гвардії України, учасниця російсько-української війни, що загинула в ході російського вторгнення в Україну в 2022 році.

## Життєпис
Народилася в 1989 році у м. Красногорівці на Донеччині.
В цивільному житті працювала перукарем, займалася манікюром. В 2014 році виїхала з рідного міста і стала волонтеркою. В Окремому загоні спеціального призначення НГУ «Азов» - з 2014 року, майже від початку його створення. Спочатку працювала на кухні, в подальшому оформилася на військову службу. Проходила військову службу на посаді діловода разом з чоловіком, також військовослужбовцем «Азову». З початком повномасштабного російського вторгнення в Україну перебувала на передовій — брала участь у боях за Маріуполь. 
Загинула 8 травня 2022 року, в результаті скидання росіянами чергової авіабомби на завод «Азовсталь». Чотири поверхи бункера, в якому перебувала Алла, провалилися.

## Родина
Її чоловік — старший лейтенант Віталій Таранін загинув 15 квітня 2022 року під час обстрілу заводу «Азовсталь». Після одруження в полку, в м. Маріуполі в них народився син (нар. 2019). Син Данило з 24 лютого 2022 року перебував з дідусем Олександром Тараніним (колишнім чоловіком ветеранки Азову Роллани Бондаренко). Він забрав його з Маріуполя до м. Полтави, де мешкав зі своєю родиною, а потім переїхав й осів на Івано-Франківщині в с. Саджавці Богородчанського району. Між колишньою дружиною Роландою Бондаренко, яка повернулася з Берліну, та дідусем (батьками чоловіка) розгорнулася боротьба за опікунство.

## Нагороди
- Орден «За мужність» III ступеня (2022, посмертно) — за особисту мужність і самовіддані дії, виявлені у захисті державного суверенітету та територіальної цілісності України, вірність військовій присязі.